# ديل تكنولوجيز
ديل تكنولوجيز هي شركة أمريكية متعددة الجنسيات متخصصة في مجال صناعة الإلكترونيات والمنتجات التقنية، ويقع مقرها الرئيسي في مدينة راوند روك بولاية تكساس. تأسست شركة ديل تكنولوجيز في سبتمبر (أيلول) 2016 كنتيجة لاندماج شركتي ديل وإي إم سي. احتلت شركة ديل تكنولوجيز المرتبة 48 في قائمة فورتشن 500 لعام 2024 لأعلى الشركات الأمريكية تحقيقًا للإيرادات خلال عام 2023. وتشمل منتجات شركة ديل تكنولوجيز أجهزة الحواسب الشخصية، وخوادم الويب، والشاشات، والبرامج الحاسوبية، ومنتجات الأمن السيبراني، وأمن الشبكات، بالإضافة إلى خدمات أمن المعلومات.

## التاريخ

شعار اندماج شركتي ديل وإم إي سي الذي طُرح في عام 2016

قُدرت حجم العائدات التي حققتها شركة ديل من بيع أجهزة الحواسب الشخصية في عام 2014 بنحو 27.3 مليار دولارًا أمريكيًا، وفقًا لما جاء على لسان صحيفة وول ستريت جورنال، كما بلغت العائدات التي حققتها الشركة من وراء خوادم الويب الخاصة بها حوالي 8.9 مليار دولارًا أمريكيا، على حين بلغت العائدات التي حققتها شركة إي إم سي حوالي 16.5 مليار دولار أمريكي من حصيلة بيع منتجات العلامة التجارية المملوكة لها إي إم سي 2، ومليار دولار أمريكي من عائدات خدمات آر إس إيه سيكيوريتي، و6 مليارات دولار أمريكي من حصيلة بيع منتجات في إم وير، و230 مليون دولارًا أمريكيًّا من حصيلة بيع منتجات بيفوتال سوفتوير. كانت شركة إي إم سي قد تعثرت خلال السنوات السابقة، وتعرضت لضغوط من شركة إليوت مانجمنت المالكة لحوالي ٢.٢٪ من أسهمها، لكي تعيد تنظيم الهيكل الذي تُدار بموجبه أقسام شركة إي إم سي فعليًا كشركات مستقلة، حيث زعمت إليوت مانجمنت أن هذا الهيكل قلّل بشكل كبير من قيمة أعمال شركة تخزين البيانات الأساسية إي إم سي 2 التابعة لشركة إي إم سي، وأن المنافسة المتزايدة بين منتجات العلامة التجارية إي إم سي 2 ومنتجات العلامة التجارية في إم وير قد باتت مربكة للسوق بحيث تُعيق عمل كلا الشركتين. كانت شركة ديل قد خصخصت ممتلكاتها في عام 2013 بدعوى نها تواجه بعض الأزمات، وستحتاج إلى العمل بعيدًا عن أعين العامة لعدة سنوات قبل أن تتمكن من إعادة بناء أعمالها. وفي 12 أكتوبر 2015، أعلنت ديل عن نيتها الاستحواذ على شركة إي إم سي مقابل 67 مليار دولارًا أمريكيا. كانت هذه الصفقة في ذلك الوقت تعد بمثابة أكبر عملية استحواذ في تاريخ القطاع التقني. وبالإضافة إلى مايكل ديل، كانت شركتا تيماسيك هولدينجز وسيلفر ليك بارتنرز السنغافوريتان من بين المساهمين الرئيسيين في شركة ديل الذين دعموا الصفقة. وبالفعل اكتملت صفقة شراء إي إم سي في 7 سبتمبر (أيلول) 2016، واندمجت الشركتان لتكونا ديل تكنولوجيز. وكنتيجة لهذه الصفقة ارتفعت ديون شركة ديل لتبلغ حوالي 40 مليار دولار أمريكي، ومع هذا فقد استطاعت شركة ديل بعد ذلك بوقت قصير بيع مجموعة من البرامج والخدمات، بما في ذلك منتجات أقسام محتوى ديل إي إم سي المؤسسية مقابل عائدات بلغت 7.0 مليار دولارا أمريكيا استخدمت لسداد الديون. وفي أكتوبر (تشرين الأول) 2017، كشفت مصادر في شركة ديل عن نية الشركة استثمار نحو مليار دولار أمريكي في أبحاث تطوير إنترنت الأشياء.
ظلت شركة إي إم سي بعد الاندماج تمتلك حوالي 80% من أسهم العلامة التجارية في إم وير، والتي تضمنت بنود صفقة الاستحواذ الإبقاء عليها كشركة منفصلة، على حين اندمجت بقية الشركات والعلامات التجارية التابعة لشركة إي إم سي في شركة ديل تكنولوجيز. وبعد صفقة الاستحواذ، عادت شركة ديل لتنشر تقايرها المالية ربع السنوية، والتي كانت قد توقفت عن نشرها في عام 2013. وفي عام 2018، أبرمت ديل اتفاقية شراكة مع شركة السباق البريطانية مكلارين، وبموجب هذه الاتفاقية وفرت ديل قوة معالجة كافية لدعم كميات كبيرة من بيانات السباق التي يولدها برنامج مكلارين للفورمولا 1. وفي 15 أبريل (نيسان) 2021، أُعلنت شركة ديل تكنولوجيز اعتزامها توزيع ما تبقى من أسهمها في شركة في إم وير على المساهمين الآخرين، على أن تواصل الشركتان العمل دون تغييرات جوهرية لمدة خمس سنوات على الأقل. واعتبارًا من السنة المالية 2024، كانت حصة الولايات المتحدة تقدر بحوالي 50% من إيرادات الشركة. وفي فبراير (شباط) 2025، باعت ديل العلامة التجارية سيكيورووركس إلى شركة سوفوز البريطانية المتخصصة في الأمن السيبراني. في 29 يناير (كانون الثاني) 2018، أُفادت بعض المصادر أن شركة ديل تكنولوجيز تدرس اندماجًا عكسيًا مع شركتها التابعة في إم وير بهدف طرح أسهم الشركة للاكتتاب العام. وفي 28 ديسمبر (كانون الأول) 2018، أصبحت ديل تكنولوجيز شركة مساهمة عامة، متجاوزةً بذلك عملية الطرح العام الأولي التقليدية من خلال إعادة شراء الأسهم التي تتبع الأداء المالي لشركة في إم وير.

## الأعمال
تقدم ديل تكنولوجيز منتجات وخدمات في مجال البنية التحتية القابلة للتوسع، والبنية التحتية المتقاربة، والحوسبة السحابية الخاصة. وتباشر الشركة أعمالها من خلال قسمين:
- مجموعة حلول العملاء (حققت حوالي 55.3% من إيرادات السنة المالية 2024)، وتعمل هذه المجموعة على تصنيع وتطوير وتسويق أجهزة الحواسب المكتبية، وأجهزة الحواسب المحمولة، وأجهزة الحواسب اللوحية، بالإضافة إلى بعض الملحقات، مثل الشاشات، والطابعات، وأجهزة العرض، تحت العلامة التجارية ديل.
- مجموعة حلول البنية التحتية (شكلت نحو 38.3% من إيرادات السنة المالية 2024)، وتعمل هذه المجموعة على توفير الخوادم، ووحدات التخزين، والشبكات.